# Grand Prix-wegrace der Naties 1973
De Grand Prix-wegrace der Naties 1973 was de vierde race van wereldkampioenschap wegrace voor motorfietsen in het seizoen 1973. De races werden verreden op 20 mei 1973 op het
Autodromo Nazionale di Monza nabij Monza in de Italiaanse regio Lombardije. De race in de 250cc-klasse werd na een ernstig ongeval afgebroken, de races in de 500cc-klasse en de zijspanklasse werden als gevolg van het ongeval afgelast.

## Algemeen
Bij een enorm ongeluk in de eerste bocht van de 250cc-race verongelukten Jarno Saarinen en Renzo Pasolini. Jarno Saarinen was regerend wereldkampioen 250 cc en stond na drie gewonnen wedstrijden opnieuw aan de leiding van de ranglijst. Hij werd postuum zevende in de 500cc-eindstand en vierde in de 250cc-eindstand. Renzo Pasolini werd postuum negentiende in de 250cc-klasse van 1973, maar was in 1972 tweede in de eindstand geworden.
Na het ongeluk maakte Yamaha bekend het fabrieksteam voor de rest van het seizoen terug te trekken. Saarinen's teamgenoot Hideo Kanaya was meteen na het ongeluk teruggekeerd naar Japan.
Nadat later ook de juniorrijders Renato Galtrucco, Carlo Chionio en Renzo Colombini verongelukten, werden wedstrijden op het circuit van Monza voor de duur van het onderzoek, met name naar de Curva Grande, verboden. Het verbod zou twee jaar duren, maar de Grand Prix des Nations keerde pas in 1981 terug op Monza.

## 350cc
De 350cc-race in Monza was aanvankelijk best spannend. Het team van Harley-Davidson had de GP van Duitsland overgeslagen om aan de nieuwe watergekoelde machines te werken en dat wierp zijn vruchten af: Renzo Pasolini trainde minder dan een seconde langzamer dan Giacomo Agostini (MV Agusta). Aanvankelijk werd de race geleid door Agostini en Phil Read (MV Agusta), gevolgd door Walter Villa met de Benelli 350 4C, Teuvo Länsivuori (Yamaha) en Pasolini. Uiteindelijk kwamen Agostini en Read een beetje los van hun achtervolgers, maar plotseling kwam Read met een slecht lopende motor de pit in en Länsivuori en Villa kropen weer naar het achterwiel van Agostini. Pasolini was vierde maar kwam ook steeds dichterbij en hij haalde de hele kopgroep zelfs in. Daarna liep hij iets uit, maar hij viel en schoof een zandbak in. De baancommissarissen wilden hem beletten verder te gaan, maar dat mislukte. De machine had echter te veel schade opgelopen en Pasolini moest opgeven. Agostini wist zich los te rijden van Länsivuori en won. Kent Andersson werd derde met één seconde voorsprong op John Dodds.

### Uitslag 350cc
| Pos | Coureur             | Merk            | Tijd       | Punten |
| --- | ------------------- | --------------- | ---------- | ------ |
| 1   | Giacomo Agostini    | MV Agusta       | 42:05.500  | 15     |
| 2   | Teuvo Länsivuori    | Yamaha          | + 9.800    | 12     |
| 3   | Kent Andersson      | Yamaha          | + 40.500   | 10     |
| 4   | John Dodds          | Yamaha          | + 41.400   | 8      |
| 5   | Walter Villa        | Benelli         | + 54.600   | 6      |
| 6   | Werner Pfirter      | Yamaha          | + 1:05.400 | 5      |
| 7   | Dieter Braun        | Yamaha          | + 1:06.600 | 4      |
| 8   | Mario Lega          | Yamaha          | + 1:10.400 | 3      |
| 9   | Mick Grant          | Yamaha          | + 1:13.400 | 2      |
| 10  | Gyula Marsovszky    | Yamaha          | + 1:47.100 | 1      |
| 11  | Víctor Palomo       | Yamaha          | + 1 ronde  |        |
| 12  | Marcel Ankoné       | Yamaha          | + 1 ronde  |        |
| 13  | Armando Toracca     | Yamaha          | + 1 ronde  |        |
| 14  | Kurt-Ivan Carlsson  | Yamaha          | + 1 ronde  |        |
| 15  | Leo Bovee           | Yamaha          | + 1 ronde  |        |
| 16  | Ferruccio Bonalumi  | Yamaha          | + 1 ronde  |        |
| 17  | Gianfranco Bonera   | Harley-Davidson | + 2 ronden |        |
| DNF | Renzo Pasolini      | Harley-Davidson | valschade  |        |
| DNF | Phil Read           | MV Agusta       | motor      |        |
| DNF | Silvio Grassetti    | MZ              |            |        |
| DNF | Giovanni Proni      | Yamaha          |            |        |
| DNF | Giovanni Provenzano | Yamaha          |            |        |
| DNF | Bruno Kneubühler    | Yamaha          |            |        |
| DNF | Luigi Torelli       | Yamaha          |            |        |
| DNF | Chas Mortimer       | Yamaha          |            |        |
| DNF | Rob Bron            | Yamaha          |            |        |
| DNF | Vittorio Gornati    | Yamaha          |            |        |
| DNF | Mangione            | Yamaha          |            |        |

## 250cc
Hideo Kanaya (Yamaha) startte in de 250cc-race als snelste, achtervolgd door de rest. Toen 1 minuut en 50 seconden verstreken waren zouden de eerste coureurs weer uit de Parabolica-bocht het rechte stuk op moeten rijden, maar het bleef stil. Toen de eerste rijders richting de pit gingen, reden ze maar langzaam. Sommigen kwamen zelfs tegen de rijrichting terugrijden vanaf de Curva Grande. Mick Grant stopte huilend bij zijn pitbox, sommigen kwamen lopend terug. In de eerste bocht had een valpartij plaatsgevonden, die het leven kostte aan Renzo Pasolini en Jarno Saarinen. Omdat het hele veld nog bij elkaar lag ontstond een enorme carambolage, waarbij twaalf coureurs betrokken waren. Pasolini en Saarinen stierven aan hoofdletsel, maar hadden ook nog andere verwondingen.
Onmiddellijk na het ongeval ontstond een strijd tussen organisatoren, pers en deelnemers over de oorzaak van het ongeval. De belangen waren enorm: De Isle of Man TT was dit jaar geboycot door de toprijders na de dood van Gilberto Parlotti in de TT van 1972 en de veiligheid van de circuits stond overal ter discussie. Dat werd nog versterkt toen weken later in de Curva Grande drie doden vielen tijdens het Italiaanse 50cc-juniorenkampioenschap.
Getuigen waren er buiten de deelnemers niet: de baancommissarissen hadden het niet zien gebeuren en de Curva Grande was niet bereikbaar voor het publiek. In de Curva Grande moet Dieter Braun (Mitsui-Yamaha) op de eerste plaats hebben gelegen. Chas Mortimer herinnerde zich nog iets van het gebeurde. Volgens hem gleed Saarinen weg en kaatste zijn Yamaha via de vangrail terug de baan op. Kanaya raakte de Yamaha en ging over de kop. Mortimer viel zelf ook en Pasolini werd geraakt door de Yamaha van Mortimer.
Een andere versie, waarbij slechts gesproken werd van "getuigen", meldt dat Pasolini probeerde Dieter Braun buitenom te passeren, weggleed en Braun in zijn val meenam, waarna een groot aantal rijders, waaronder Saarinen, op de rijders en hun machines in gereden waren.
Weer een andere versie: Walter Villa had in de 350cc-race met zijn lekkende Benelli een oliespoor langs de hele baan gelegd. Dat was overal opgeruimd, behalve in de Curva Grande. In de 250cc-race viel Villa over zijn eigen oliespoor en leidde daardoor een massaval in. Er was sprake van een oliespoor op de baan, maar dat was na de valpartij van twaalf motorfietsen niet meer te controleren. Toch was dat oliespoor er vrijwel zeker, want in de pauze tussen de 350- en de 250cc-race hadden zelfs journalisten er bij de organisatie op aangedrongen de baan beter schoon te maken. Coureur John Dodds had dat ook gedaan, maar werd zelfs door de organisatoren bedreigd met uitsluiting van de 250cc-race. Een Franse journalist werd door de politie weggestuurd toen hij er bij de baancommissarissen op bleef aandringen de "olievlag" te blijven zwaaien in de Curva Grande.
Daar kwam nog bij dat ook coureurs beseften dat de Curva Grande, waar ze ongeveer 200 km/h reden, gevaarlijk was. Er stonden vangrails voor de autoraces, maar motorfietsen konden hierdoor terugkaatsen op de baan, ondanks de strobalen die ervoor geplaatst waren. Saarinen had zijn zorgen hierover al kenbaar gemaakt, net als over de slechte reparatiestukken ter plaatse, waardoor het asfalt niet vlak was. Bovendien was er ander asfalt dan het originele gebruikt. Het was dan ook logisch dat de meeste coureurs die iets van de valpartij hadden gezien, ervan uitgingen dat de olie op de baan de oorzaak was.
Organisatoren, inclusief de overkoepelende FIM, trokken zich in die dagen nog niets aan van de coureurs. Behalve de echte toprijders waren ze ook afhankelijk van de organisatoren, die start- en prijzengelden bepaalden en ook beslisten of de privérijders van het Continental Circus werden uitgenodigd. Tijdens het onderzoek naar het ongeluk speelden de belangen van de betrokkenen een grote rol. Zowel de organisatoren als de fabrikanten hadden er belang bij de schuld bij een ander te leggen.
De organisatoren, die al bekritiseerd waren over het gebrekkige circuit, kwam al snel met de verklaring dat de Yamaha van Saarinen én de Harley-Davidson allebei vastgelopen waren. Hoewel er nog even sprake van was dat de monteurs van Yamaha en Aermacchi (Harley-Davidson) elkaars motorblokken zouden onderzoeken, gebeurde dat niet. De Yamaha werd onder toezicht van de onderzoekscommissie (onder leiding van Sandro Colombo) geopend door de monteurs Ferry Brouwer en Masayasu Mizoguchi en daarbij werden geen sporen van een vastloper gevonden. De zuigers konden vrij bewegen en waren niet beschadigd. De Harley werd ook geopend, maar hierbij was de onderzoekscommissie niet aanwezig. Het rapport van de onderzoekscommissie bleef lang onbekend maar in oktober 1973 verscheen het. Volgens de commissie was het ongeluk begonnen met een val van Pasolini, doordat zijn Harley-Davidson een vastloper had.

## 125cc
In de 125cc-race ging Kent Andersson er net als in de eerdere races meteen vandoor om zonder problemen te winnen. Achter hem was Jos Schurgers ook goed gestart, maar hij werd achtervolgd door Börje Jansson en Ángel Nieto. Het werd een stevig gevecht, waarin Nieto zelfs het ronderecord van Andersson verbeterde, maar Schurgers kwam hij niet voorbij. Jansson viel uit met een gat in zijn zuiger. Nieto schakelde mis en raakte daardoor de slipstream van Schurgers kwijt. Hij kwam er niet meer bij. Uiteindelijk viel ook Nieto uit en werd Eugenio Lazzarini met de nieuwe Piovaticci derde, 35 seconden achter Jos Schurgers.

### Uitslag 125cc
| Pos | Coureur            | Merk            | Tijd       | Punten |
| --- | ------------------ | --------------- | ---------- | ------ |
| 1   | Kent Andersson     | Yamaha          | 32:11.300  | 15     |
| 2   | Jos Schurgers      | Bridgestone     | + 19.800   | 12     |
| 3   | Eugenio Lazzarini  | Piovaticci      | + 55.100   | 10     |
| 4   | Horst Seel         | Maico           | + 1:09.300 | 8      |
| 5   | Pier Paolo Bianchi | Yamaha          | + 1:19.800 | 6      |
| 6   | Harald Bartol      | Suzuki          | + 1:24.700 | 5      |
| 7   | Gert Bender        | Maico           | + 1:43.100 | 4      |
| 8   | Luigi Rinaudo      | Yamaha          | + 1:44.800 | 3      |
| 9   | Gianni Ribuffo     | LGM             | + 1 ronde  | 2      |
| 10  | Rudolf Weiss       | Maico           | + 1 ronde  | 1      |
| 11  | Sergio Fainelli    | Harley-Davidson | + 1 ronde  |        |
| 12  | Franco Cottafavi   | Yamaha          | + 1 ronde  |        |
| 13  | Antonio Vinci      | Harley-Davidson | + 1 ronde  |        |
| 14  | Andrea Fornaro     | Harley-Davidson | + 2 ronden |        |
| DNF | Ángel Nieto        | Morbidelli      |            |        |
| DNF | Otello Buscherini  | Malanca         |            |        |
| DNF | Börje Jansson      | Maico           | zuiger     |        |
| DNF | Chas Mortimer      | Yamaha          |            |        |
| DNF | Hans-Jürgen Hummel | Yamaha          |            |        |
| DNF | Rolf Minhoff       | Maico           |            |        |
| DNF | Sergio Magnani     | Yamaha          |            |        |
| DNF | Paolo Pileri       | DRS             |            |        |
| DNF | Ryszard Mankiewicz | MZ              |            |        |
| DNF | Guido Mancini      | Maico           |            |        |
| DNF | Franco Lombrici    | Harley-Davidson |            |        |
| DNF | Carlo Giovanardi   | Maico           |            |        |
| DNF | Giuseppe Consalvi  | Harley-Davidson |            |        |
| DNF | Dante Ascari       | Yamaha          |            |        |
| DNF | Herbert Rittberger | Yamaha          |            |        |

## 50cc
In Monza was de 50cc-race vrij saai. Jan de Vries ging van start tot finish aan de leiding en zijn teamgenoot Bruno Kneubühler werd tweede. Gerhard Thurow (Kreidler) werd derde en eigenlijk was alleen de strijd om de vierde plaats tussen Theo Timmer en Jan Huberts (Kreidler) spannend. Pas op de streep wist Timmer Huberts te verslaan.

### Uitslag 50cc
| Pos | Coureur             | Merk              | Tijd       | Punten |
| --- | ------------------- | ----------------- | ---------- | ------ |
| 1   | Jan de Vries        | Van Veen-Kreidler | 22:34.500  | 15     |
| 2   | Bruno Kneubühler    | Van Veen-Kreidler | + 22.900   | 12     |
| 3   | Gerhard Thurow      | Kreidler          | + 49.900   | 10     |
| 4   | Theo Timmer         | Jamathi           | + 1:08.300 | 8      |
| 5   | Jan Huberts         | Kreidler          | + 1:08.800 | 6      |
| 6   | Ulrich Graf         | Kreidler          | + 1:33.000 | 5      |
| 7   | Jaime Alguersuari   | Derbi             | + 1:44.000 | 4      |
| 8   | Herbert Rittberger  | Kreidler          | + 1:44.500 | 3      |
| 9   | Claudio Lusuardi    | Villa             | + 1:44.600 | 2      |
| 10  | Stefan Dörflinger   | Kreidler          | + 1:49.000 | 1      |
| 11  | Juan Pares          | Derbi             | + 2:18.2   |        |
| 12  | Juan Bordons        | Derbi             | + 2:18.8   |        |
| 13  | Harald Bartol       | Kreidler          | + 2:29.9   |        |
| 14  | Pier Paolo Bianchi  | Tomos             | + 1 ronde  |        |
| 15  | Guido Mancini       | Ringhini          | + 1 ronde  |        |
| 16  | Josef Kullmer       | Derbi             | + 2 ronden |        |
| 17  | Aldo Maggi Cipriani | Tomos             | + 2 ronden |        |
| DNF | Rudolf Kunz         | Kreidler          |            |        |
| DNF | Jan Bruins          | Monark            |            |        |
| DNF | Henk van Kessel     | Kreidler          |            |        |
| DNF | Benjamin Grau       | Derbi             |            |        |
| DNF | Mario Pavone        | Guazzoni          |            |        |
| DNF | Michele Cannizzaro  | Guazzoni          |            |        |
| DNF | Mario Francioni     | Ringhini          |            |        |
| DNF | Giancarlo Bolelli   | Tomos             |            |        |
| DNQ | Luciano Gazzola     | Guazzoni          |            |        |

1922 · 1923 · 1924 · 1925 · 1926 · 1927 · 1928 · 1929 · 1930 · 1931 · 1932 · 1933 · 1934 · 1935 · 1936 · 1937 · 1938 · 1939 · 1947 · 1948 · 1949 · 1950 · 1951 · 1952 · 1953 · 1954 · 1955 · 1956 · 1957 · 1958 · 1959 · 1960 · 1961 · 1962 · 1963 · 1964 · 1965 · 1966 · 1967 · 1968 · 1969 · 1970 · 1971 · 1972 · 1973 · 1974 · 1975 · 1976 · 1977 · 1978 · 1979 · 1980 · 1981 · 1982 · 1983 · 1984 · 1985 · 1986 · 1987 · 1988 · 1989 · 1990